# Tvoita koža
Tvoita koža è un singolo dei cantanti bulgari Krum e Andrea, pubblicato il 5 ottobre 2016.